# Quecksilber(II)-amidchlorid
Quecksilber(II)-amidchlorid ist eine chemische Verbindung des Quecksilbers aus der Stoffgruppe der Metallamide.

## Gewinnung und Darstellung
Quecksilber(II)-amidchlorid kann im Labor durch einfache Fällung einer Quecksilber(II)-chloridlösung mit einer mittelstarken Ammoniaklösung hergestellt werden:
{\displaystyle {\ce {HgCl2 + 2 NH3 -> HgNH2Cl + NH4Cl}}}

## Eigenschaften
Quecksilber(II)-amidchlorid ist ein lichtempfindliches geruchloses weißes Pulver, welches in kaltem Wasser und Alkohol unlöslich ist und in Säuren und heißen Lösungen von Ammoniaksalzen löslich ist und durch kochendes Wasser zersetzt wird.

## Verwendung
Quecksilber(II)-amidchlorid wird verwendet:
- als Suchsubstanz zum Nachweis von Quecksilber-Kontaktallergien in der Epikutantestung[7]
- als Salbe bei Haut- und Augenkrankheiten[8]
- früher in der Zahnmedizin (Amalgam)[8]
- als Konservierungsmittel in Impfstoffen (Thiomersal, Natriumtimerfonat)[8]
- als Holz- und Saatgutbehandlungsmittel[8]
- in speziellen Industriebereichen (Batterieherstellung, Fotoindustrie etc.)[8]
- zur Depigmentierung von Sommersprossen[9]

## Sicherheitshinweise
Quecksilberamidchlorid wurde früher in einigen Arzneimitteln verwendet. Es kann eine Gruppenallergie zu Quecksilber und dessen anorganischen und organischen Verbindungen auslösen. Quecksilberhaltige Wirkstoffe sollten deshalb aus toxikologischen Gründen nicht angewendet werden.